# Teologia da morte de Deus
A teologia da morte de Deus (ou teologia radical) é a forma como ficou conhecido um movimento teológico, relacionado ao conceito de secularização, que se deu durante a década de 1960. A partir de um artigo publicado pela revista Time com o título Christian Atheism: The "God Is Dead" Movement (em inglês, "Ateísmo cristão: o movimento 'Deus está Morto'"), quatro teólogos foram agrupados no movimento: Thomas Altizer, Paul van Buren, William Hamilton e Gabriel Vahanian. No entanto, apenas Hamilton e Altizer se enquadram em todas as características do movimento.
Hamilton e Altizer distinguiram dez acepções distintas para a expressão "morte de Deus". As duas primeiras são:
- "Que Deus não existe e jamais existiu. Esta é a posição do ateísmo tradicional."
- "Que outrora existiu um Deus; adorá-lo, glorificá-lo, crer nele, não era somente possível, mas até necessário; hoje, porém, esse Deus não existe mais. Esta é a posição da morte de Deus, quer dizer, da teologia radical."[3]